# Badostáin
Badostáin (en euskera Badoztain)  es una localidad española y un concejo de la Comunidad Foral de Navarra  perteneciente al municipio del Valle de Egüés. Su población en 2014 fue de 341 habitantes (INE).

## Geografía
Está situado en la zona sur del valle de Egüés. Dista 3,7 km con Pamplona, comunicada con ella por la carretera local NA-2302 y por la Ronda de Pamplona.

## Historia
Badostáin, nombrada en algunos textos medievales como «Badoçtayn» es mencionada desde al menos comienzos del siglo X en las rentas que el rey Sancho III el Mayor concede a la iglesia de Santa María La Real de Pamplona. Se cree que el asentamiento es bastante más antiguo.
Durante ese siglo y el siguiente, se produce una recolocación considerable de colibertos de Pamplona a Badostáin.
A comienzos del siglo XIX se funda la primera escuela del pueblo. Más tarde, en 1820, Badostáin será el primero de los pueblos del Valle de Egües en el que se impondrá un párroco que no dominaba el euskera, como ya se había hecho por primera vez en Esquíroz en 1786 con Vicente de Uroz, cura pamplonés que no dominaba ni el idioma ni el dialecto (alto-navarro meridional en la Cuenca de Pamplona) y como venían haciendo muchos maestros seglares en valles como el de Yerri en las décadas de 1780 y 1790. Esta situación hará elevar una queja popular y más tarde reunirse a representantes de los pueblos del valle el 6 de febrero de 1821 para negarse a esa situación, si bien se irá imponiendo en muchas zonas de Navarra.

## Demografía
| Gráfica de evolución demográfica de Badostáin entre 2000 y 2023 |
|                                                                 |
| Datos según el nomenclátor publicado por el INE.                |